# .hu
.hu è il dominio di primo livello nazionale assegnato all'Ungheria.

## Domini di secondo livello
Sono disponibili i seguenti domini di secondo livello:
- .2000.hu
- .agrar.hu
- .bolt.hu
- .casino.hu
- .city.hu
- .co.hu
- .erotica.hu
- .erotika.hu
- .film.hu
- .forum.hu
- .games.hu
- .hotel.hu
- .info.hu
- .ingatlan.hu
- .jogasz.hu
- .konyvelo.hu
- .lakas.hu
- .media.hu
- .news.hu
- .org.hu
- .priv.hu
- .reklam.hu
- .sex.hu
- .shop.hu
- .sport.hu
- .suli.hu
- .szex.hu
- .tm.hu[2]
- .tozsde.hu
- .utazas.hu
- .video.hu